# Raridades X
Raridades X é o trigésimo sétimo álbum de estúdio da cantora e apresentadora brasileira Xuxa, lançado pela gravadora Som Livre em 24 de setembro de 2024. Este é o primeiro álbum de Xuxa em oito anos e também o primeiro a não fazer parte da série Só Para Baixinhos desde o ano 2000. O disco traz dez singles gravados por Xuxa, mas que nunca foram lançados anteriormente.

## Antecedentes
Após oito anos do álbum XSPB 13, Xuxa anunciou em suas redes sociais a assinatura de um novo contrato com a gravadora Som Livre, que resulta no álbum "Raridades X". Este projeto apresenta uma coleção de canções gravadas por ela para discos anteriores, mas que nunca foram lançadas até então. Composto por 10 faixas, o álbum foi lançado nas plataformas digitais em 24 de setembro de 2024. Ela justificou: "Esse álbum não foi algo pensado como um retorno da minha carreira musical, mas sim de fazer um carinho para muitos fãs, que cresceram comigo. É para esse público que eu nunca quero deixar de fazer alguma coisa".
Além do novo lançamento, Xuxa foi homenageada pela gravadora com um quadro comemorativo em reconhecimento aos 10 bilhões de reproduções de suas músicas em serviços de streaming.

## Faixas
| N.º            | Título                                 | Duração |  |
| 1.             | "Ilha Deserta"                         | 4:03    |  |
| 2.             | "Com Amor"                             | 3:38    |  |
| 3.             | "Astronauta de Papel"                  | 4:44    |  |
| 4.             | "Você Caiu Do Céu"                     | 4:14    |  |
| 5.             | "Chefinho Mandou"                      | 4:39    |  |
| 6.             | "Litoral"                              | 3:33    |  |
| 7.             | "Amigo Especial"                       | 3:31    |  |
| 8.             | "Defensores da Natureza"               | 4:07    |  |
| 9.             | "Pé No Chão"                           | 3:26    |  |
| 10.            | "Doce Mel (Bom Estar Com Você) [1988]" | 3:04    |  |
| Duração total: | Duração total:                         | 39:40   |  |

## Recepção
Após o seu lançamento, o álbum Raridades X atingiu a primeira posição no iTunes Brasil, com a faixa "Ilha Deserta" destacando-se como a mais adquirida nas últimas 24 horas, e "Doce Mel (1988)" em sexto lugar, enquanto o álbum também se manteve no topo das paradas. Além disso, "Ilha Deserta" também alcançou o segundo lugar no iTunes da Argentina e o décimo terceiro na Turquia. Na parada de álbuns brasileiros da Apple Music, o álbum estreou em #44.

## Desempenho nas paradas musicais

### Posições
| Ano  | Chart                                          | Melhor posição |
| ---- | ---------------------------------------------- | -------------- |
| 2024 | Brasil iTunes Álbuns                           | 1              |
| 2024 | Brasil iTunes Músicas (Ilha Deserta)           | 1              |
| 2024 | Brasil iTunes Músicas (Defensores da Natureza) | 1              |
| 2024 | Brasil iTunes Músicas (Doce Mel - 1988)        | 6              |
| 2024 | Brasil Amazon MusicÁlbuns                      | 15             |
| 2024 | Brasil Amazon Music Músicas (Você Caiu do Céu) | 90             |
| 2024 | Brasil Apple Music Álbuns                      | 44             |
| 2024 | Argentina iTunes Músicas (Ilha Deserta)        | 2              |
| 2024 | Turquia iTunes Álbuns                          | 13             |
| 2024 | Itália iTunes Álbuns                           | 175            |

## Histórico de lançamento
| Região | Data                   | Formato(s)                 | Gravadora(s) |
| ------ | ---------------------- | -------------------------- | ------------ |
| Brasil | 24 de setembro de 2024 | Download digital streaming | Som Livre    |